# Pere Armenter
Pere Armenter i Broca (Bagà, segle xv) va ser orguener de la Catedral de Girona, on va continuar el treball de Pau Rossell.

## La construcció de l'orgue de la catedral de Girona
El treball més destacat d'aquest orguener va ser l'orgue de la Catedral de Girona, que el capítol li encomanà el 1489. Segons els pèrits coetanis va ser un instrument molt preuat durant el decurs de la quinzena centúria. Els capítols per a la construcció detallen com es sva executar la tasca a l'interior de l'edifici. El clergue Pau Rossell va prendre la iniciativa i el responsable de supervisar la construcció de l'orgue d'Armenter. Tot i que l'encàrrec capitular data del 23 d'abril de 1489, la construcció no es va endegar fins a mitjan 1495. Un seguit de complicacions, segons consta en els pagaments, van retardar la construcció malgrat el termini de dos anys imposat pel capítol de la seu. L'inici del projecte es va veure limitat per tràmits relacionats amb la seu gironina: la recerca d'orguener, el recapte de fons econòmics, les condicions prèvies del treball de Pere Armenter, etc. La compra d'estany, plom, fusta i ferrament va ser a voluntat dels promotors del projecte. En el contracte entre Armenter i el capítol constava que l'orgue es aixecaria al mateix lloc que l'anterior, i s'hi va afegir una clàusula especial sobre l'ornamentació de l'instrument. Aquest orgue major va resultar mesurar 55 pams en total.
Les primeres melodies del nou instrument van omplir la nau de la seu gironina durant les primeres Vespres de Pentecosta, el 21 de maig de 1496, data de l'estrena oficial. El març de 1497 es va lliurar definitivament l'instrument. Els capitulars eren molt satisfets i van obsequiar els materials restants a Pere Armenter, en especial l'estany i el plom sobrants. A més a més, més tard el mateix orguener va ser l'encarregat de supervisar les pintures de les portes de l'orgue, amb una representació de la Nativitat del Senyor i de l'Assumpció de la Verge. A l'exterior s'hi va pintar l'Anunciació de la Mare de Déu. De fet, el canonge Zamarro va col·laborar amb Pere Armenter per a instal·lar-hi les portes. Malgrat no conservar-se ni l'orgue ni les partitures que en el seu dia hi van sonar, l'orgue de la seu gironina fou considerat un dels instruments més preuats de l'orgueneria catalana de la darreria de segle xv.

## Obres[4]
- La Bisbal
- La Seu d'Urgell
- La seu de Girona
- Monestir dells dominics a Girona (restauració)
- Castelló d'Empúries